# Calmella
Calmella Eliot, 1910 è un genere di molluschi nudibranchi della famiglia Flabellinidae.

## Tassonomia
Comprende le seguenti specie:
- Calmella bandeli Ev. Marcus, 1976
- Calmella cavolini (Vérany, 1846)
- Calmella gaditana (Cervera, García-Gomez & García, 1987)